# 江秉乾
江秉乾，四川人，清朝政治人物。
光绪三十四年（1907年）至宣统元年（1909年），擔任利川知县。